# Mihailo III de Dioclée
Mihailo III de Dioclée (serbe cyrillique: Михаило) est prince de Duklja, d'environ 1180, ou avant à  1186/1189

## Biographie
Mihailo Michel III est un descendant de la famille des Vojislavljević, vraisemblablement, fils du prince Radoslav fils de Gradinja, mais il est également un parent du grand-prince Stefan Nemanja de Serbie. La principauté de Dioclée est tributaire de l' Empire Byzantin jusqu'en 1180, lorsque la mort de Manuel Ier Comnène plonge l'Empire dans la tourmente. Vers 1186, les possessions Byzantines en  Dalmatie sont occupées par Stefan Nemanja, qui impose également sa souveraineté sur la Dioclée. Le domaine propre du prince Mihailo se trouve réduit à la région côtière autour de Bar, pendant que le reste de la Dioclée est dévolu à Vukan, le fils aîné de Stefan Nemanja. Prince Mihailo patronne l'archevêché de Bar, et en 1189 son épouse, la princesse Desislava, se rend à Dubrovnik accompagnée de l'archevêque Grégoire de Bar[réf. incomplète],.

## Sources
- (en) Sima Ćirković, The Serbs, Malden, Blackwell Publishing, 2004 (lire en ligne)
- (en) John Van Antwerp Jr. Fine, The Early Medieval Balkans: A Critical Survey from the Sixth to the Late Twelfth Century, Ann Arbor, Michigan, University of Michigan Press, 1991 (lire en ligne)